# Шатоне (Јура)
Шатоне (фр. Chatonnay) насеље је и општина у источној Француској у региону Франш-Конте, у департману Јура која припада префектури Лон ле Соније.
По подацима из 2011. године у општини је живело 62 становника, а густина насељености је износила 21,99 становника/km². Општина се простире на површини од 2,82 km². Налази се на средњој надморској висини од 370 метара (максималној 440 m, а минималној 345 m).

## Демографија
| 1962. | 1968. | 1975. | 1982. | 1990. | 1999. | 2011. |
| ----- | ----- | ----- | ----- | ----- | ----- | ----- |
| 25    | 39    | 43    | 54    | 54    | 47    | 62    |

График промене броја становника у току последњих година